# Narudom Ngamdee
Narudom Ngamdee (thailändisch นฤดล งามดี, * 12. März 2001) ist ein thailändischer Fußballspieler.

## Karriere
Narudom Ngamdee steht seit 2021 beim Lamphun Warriors FC unter Vertrag. Der Verein aus Lamphun spielt in der zweiten thailändischen Liga, der Thai League 2. Sein Zweitligadebüt gab Narudom Ngamdee am 20. Februar 2022 (24. Spieltag) im Auswärtsspiel gegen den Chainat Hornbill FC. Hier wurde er in der 87. Minute für Adul Lahsoh eingewechselt. Das Spiel endete 3:3. Am Ende der Saison feierte er mit dem Verein die Meisterschaft der zweiten Liga und den Aufstieg in die erste Liga.

## Erfolge
Lamphun Warriors FC
- Thailändischer Zweitligameister: 2021/22  ▲